# Prim
Prim (łac. primus – pierwszy) – znak  ′  (U+2032), stosowany w matematyce, fizyce i chemii oraz jako symbol metryczny.
Prim jest często mylony z apostrofem, pseudoapostrofem ASCII i innymi podobnymi znakami.

## W Unikodzie
| Znak | Unikod | Kod HTML                         | Nazwa unikodowa       | Nazwa polska            | Zastosowanie                         |
| ---- | ------ | -------------------------------- | --------------------- | ----------------------- | ------------------------------------ |
| ′    | U+2032 | &prime; lub &#x2032; lub &#8242; | PRIME                 | prim                    | matematyka, fizyka, chemia, technika |
| ʹ    | U+02B9 | &#x02B9; lub &#697;              | MODIFIER LETTER PRIME | prim modyfikator litery | fonetyka i transliteracja            |

## Zastosowanie

### Chemia
W nazwach związków organicznych znak prim stosowany jest dla odróżnienia lokantów o tym samym numerze – na przykład 2,2′,2ʺ-nitrylotri(etan-1-ol).

### Matematyka
W matematyce znak prim najczęściej wyróżnia obiekty lub zmienne z grupy elementów powiązanych z sobą (na przykład poddane przekształceniom w stosunku do obiektu pierwotnego), w szczególności:
- w geometrii prim stosuje się do oznaczania trójkątów podobnych, na przykład ΔABC ~ ΔA′B′C′, co czyta się tak: „trójkąt ABC jest podobny do trójkąta A prim B prim C prim”
- w analizie matematycznej prim stosuje się do oznaczania (pierwszej) pochodnej
- w teorii mnogości prim oznacza dopełnienie zbioru.

### Jednostki miary
Stosowany jest jako symbol stopy i minuty kątowej

### Transliteracja
W transliteracji cyrylicy na łacinkę prim modyfikator litery, zwany znakiem zmiękczenia, stosuje się na oznaczenie znaku miękkiego (Ь, ь).

## Znaki powiązane
| Znak | Unikod | Kod HTML                             | Nazwa unikodowa              | Nazwa polska                |
| ---- | ------ | ------------------------------------ | ---------------------------- | --------------------------- |
| ′    | U+2032 | &prime; lub &#x2032; lub &#8242;     | PRIME                        | prim                        |
| ″    | U+2033 | &Prime; lub &#x2033; lub &#8243;     | DOUBLE PRIME                 | bis (łac. ‘dwa razy’)       |
| ‴    | U+2034 | &tprime; lub &#x2034; lub &#8244;    | TRIPLE PRIME                 | ter (łac. ‘trzy razy’)      |
| ⁗    | U+2057 | &qprime; lub &#x2057; lub &#8279;    | QUADRUPLE PRIME              | quater (łac. ‘cztery razy’) |
| ‵    | U+2035 | &backprime; lub &#x2035; lub &#8245; | REVERSED PRIME               |                             |
| ‶    | U+2036 | &#x2036; lub &#8246;                 | REVERSED DOUBLE PRIME        |                             |
| ‷    | U+2037 | &#x2037; lub &#8247;                 | REVERSED TRIPLE PRIME        |                             |
| ʹ    | U+02B9 | &#x02B9; lub &#697;                  | MODIFIER LETTER PRIME        | prim modyfikator litery     |
| ʺ    | U+02BA | &#x02BA; lub &#698;                  | MODIFIER LETTER DOUBLE PRIME | bis modyfikator litery      |

### Zastosowanie pozostałych znaków
W matematyce znaki bis, ter i quater [wym. kwater] najczęściej oznaczają kolejne elementy grupy obiektów powiązanych z sobą. Jako symbol metryczny bis stosowany jest do oznaczenia cala oraz sekundy i sekundy kątowej. W transliteracji cyrylicy na łacinkę modyfikator bis stosuje się na oznaczenie  znaku twardego (Ъ ъ).